# El Calentito
El Calentito és una pel·lícula espanyola de Chus Gutiérrez de 2005.

## Argument
El Calentito està ambientada a principis dels anys 80. En mig del naixement de l'estètica punk a Espanya i de la moguda madrilenya. Sara, una noia que viu marcada per l'educació pseudo-franquista de la seva mare i els dubtes del seu pare, es troba enmig d'un ambient familiar en el que conviu amb una germana petita i un germà gran de caràcter ultra. Sara, es troba immersa sense saber com en la creació d'un grup musical punk "Las Siux". El grup prepara un concert clau perquè una discogràfica els gravi el primer disc. Però, la data del concert resulta ser el 23 de febrer de 1981, dia en què es produeix el cop d'estat contra el govern espanyol del 23-F que complica tota la trama de la història.

## Repartiment
- Verónica Sánchez: Sara
- Juan Sanz: Ernesto
- Macarena Gómez: Leo
- Jordi Vilches: Ferdy
- Núria González: Antonia
- Lluvia Rojo: Chus
- Nilo Mur: Jorge
- Estíbaliz Gabilondo: Marta

## Premis
La pel·lícula va estar nominada al Goya a millor maquillatge.